# رونی بول (بازیکن فوتبال)
رونی بول (انگلیسی: Ronnie Bull؛ زادهٔ ۲۶ دسامبر ۱۹۸۰) بازیکن فوتبال اهل بریتانیا است.
از باشگاه‌هایی که در آن بازی کرده‌است می‌توان به باشگاه فوتبال ایست‌بورن بورو، باشگاه فوتبال هیز و یدینگ یونایتد، باشگاه فوتبال کراولی تاون، باشگاه فوتبال یئوویل تاون، باشگاه فوتبال سالزبری سیتی، باشگاه فوتبال اکستر سیتی، باشگاه فوتبال ابسفلیت یونایتد، باشگاه فوتبال بیزینگ‌استوک تاون، باشگاه فوتبال گریمزبی تاون، باشگاه فوتبال برنتفورد، باشگاه فوتبال میلوال، و باشگاه فوتبال گرایس اتلتیک اشاره کرد.